# Atenienses de Manatí
Los Atenienses de Manatí son un equipo de Béisbol puertorriqueño, con sede en el Estadio Municipal Pedro Román de Manatí que participa en la Liga de Béisbol Profesional de Puerto Rico. En noviembre de 2004 el grandeliga José Valentín compró la franquicia de Cangrejeros de Santurce y la llevó hasta su ciudad natal, Manatí. En la que los dirigió los Antenienses, que tuvieron en su primera temporada (2004-05) la clasificación a la postemporada. En su segunda temporada el equipo no calificó. Una temporada después volvieron a San Juan por problemas con la fanaticada.
En la temporada 2012-13 el equipo vuelve al  Estadio Municipal Pedro Román como el equipo de los Senadores de San Juan en la que llegaron 6.º lugar.
El 11 de enero de 2021 se dio luz verde al equipo para volver a jugar, luego de haber cancelado partidos por la pandemia del COVID-19.
En enero de 2021,Yadier Molina, receptor de Grandes Ligas que jugó para los Cardenales de San Luis durante 18 años, dijo que quería jugar para los Atenienses y que la liga estaba buscando incorporarlo a la temporada.

## Títulos Obtenidos
Palmarés Local
0 Títulos Locales
- Ninguno

Serie del Caribe
- Ninguno

## Récord
Nota: G: Partidos ganados P:Partidos perdidos %:porcentaje de victorias
| Temporada            | G  | P  | %    | Playoffs                 | Resultados           |
| -------------------- | -- | -- | ---- | ------------------------ | -------------------- |
| Atenienses de Manatí |    |    |      |                          |                      |
| 2019-20              | 13 | 18 | .419 | Pierden en primera ronda | Santurce 4, Manatí 0 |
| 2020–21              | 7  | 11 | .368 | Pierden en primera ronda | Mayagüez 4, Manatí 0 |
| Totales              | 20 | 29 | .408 |                          |                      |
| Playoffs             | 0  | 8  | .000 | 0 Campeonatos            | 0 Campeonatos        |

## Atenienses de Manatí (BSN)
Los Atenienses son un equipo del Baloncesto Superior Nacional (BSN) En diciembre del 2014 se anunció que la franquicia de los Piratas de Quebradillas se habían comprado y que el nuevo equipo se iba a establecerse en Manatí. El equipo cuenta con los jugadores antiguos de los Piratas de Quebradillas y están listo para debutar en marzo del 2015 en el nuevo Coliseo Juan A. Cruz Abreu